# Tamshing Lhakhang

Tamshing Lhakang (temple) i Bumthang i centrala Bhutan är landets viktigaste Nyingmapatempel. Templet och klostret är känt för sin koppling till det Buthanska helgonet Pema Lingpa. Det är idag Lama Sungtrul Rinpoches säte, den nuvarande inkarnationen av Pema Lingpa. Tamshing består av ett slitet tempel och hopträngda munkbostäder. Klostret har över 95 munkar. Den 8 mars 2012 sattes klostret upp på Bhutans tentativa världsarvslista.

## Historia
Templet byggdes av Pema Lingpa 1501. De jämngamla väggmålningarna har bland annat hans porträtt och är bland de tidigaste i landet.
Före 1960 var Tamshing ett privatägt tempel (såsom många andra tempel i Bhutan). Efter att Pema Lingpa dog i templet vid 72 års ålder 1521, tog hans ättlingar över skötseln av templet. Under årens lopp har Tamshing gradvis förfallit. Templets gårdsplan användes som spannmålsmagasin och lokalbefolkningen kom allt mer sällan, förutom vid speciella dagar.
1959, då många tibetaner (däribland dagens Dalai lama) flydde från sitt land i rädsla för att bli dödade, kom några få till Bumthangregionen, som är buddhismens vagga i Bhutan.
Vid denna tid fick Pema Lingpa en vision att resa till Tibet där han hittade en skatt som gömts av Guru Rinpoche (Padmasambhava) flera århundraden tidigare. Han fick mark i Longtiområdet i Sitidalen och byggde där ett tempel som han kallade Lhalung. Templet utvidgades senare av hans tredje (tibetanska) inkarnation. Pema Lingpa reste ofta till Tibet och de flesta av hans inkarnationer var tibetaner.
Den tionde inkarnationen av Pema Lingpa dog i Tibet kort efter den tibetanska diasporan. 1960 kom en grupp bestående av tre munkar från Lhalung ledda av Lhalungs viceledare, Thinley Kuenchap (död 1975), till Tamshing för att återinstifta Lhalungklostret i Tamshing.
Lopen Thinley Kuenchap var välkänd för de tibetanska munkarna i exil i Bhutan. När de hörde om hans ankomst till Tamshing, samlades många där i slutet av 1960 och grundade det nuvarande munkklostret. Över tid har denna grupp växt från 10 till 15 munkar till över 95.
Då Khudun, Lopen Kharma, kom till Tamshing som ung pojke 1980, hade de flesta äldre munkarna från Tibet gått vidare, men Lopen Tseten, som kom från Tibet till Tamshing som en 10 år gammal munk 1960, var ännu där. Idag är Lopen Tseten ledare för klostrets organisation och dess lektor.
Dagens andliga ledare i Tamshing är den elfte inkarnationen av Pema Lingpa, Lama Sungtrul Rinpoche, född i Chumidalen i Bumthang, Bhutan, 1967.

## Tamshing idag
Huvudverksamheten i Tamshing är att lära ut Dharma, genomföra gudstjänster för kommuniteten och utbilda de unga munkarna man har. Då Tamshing inte har statligt stöd, har det blivit allt svårare att stödja 95 munkar samtidigt som man håller de gamla byggnaderna i skick.
De flesta munkarna är under 15 år, de är antingen föräldralösa eller från mycket fattiga familjer som inte har råd att skicka sina barn till en statlig skola. Då ekonomin i landet förändras och kulturen blir mer utåtriktad, är det en fråga om tid då några av de gamla sätten att stödja templen och klostren (som samlar den traditionella visdomen), kommer att testas på allvar.
Tamshing har inga donationsmedel tillgängliga och har inget mål att tjäna pengar, dess enda uppgift är att möta kommunitetens behov. För närvarande går klostret med förlust.
Butter lamps tänds ofta framför väggmålningarna, vilket skadar målningarna.

## Tamshing och Bhutansk dans
Tamshing är ursprungsorten för de heliga danserna som framförs vid de traditionella Tsechu över hela Bhutan.

Tamshing Lhakhang
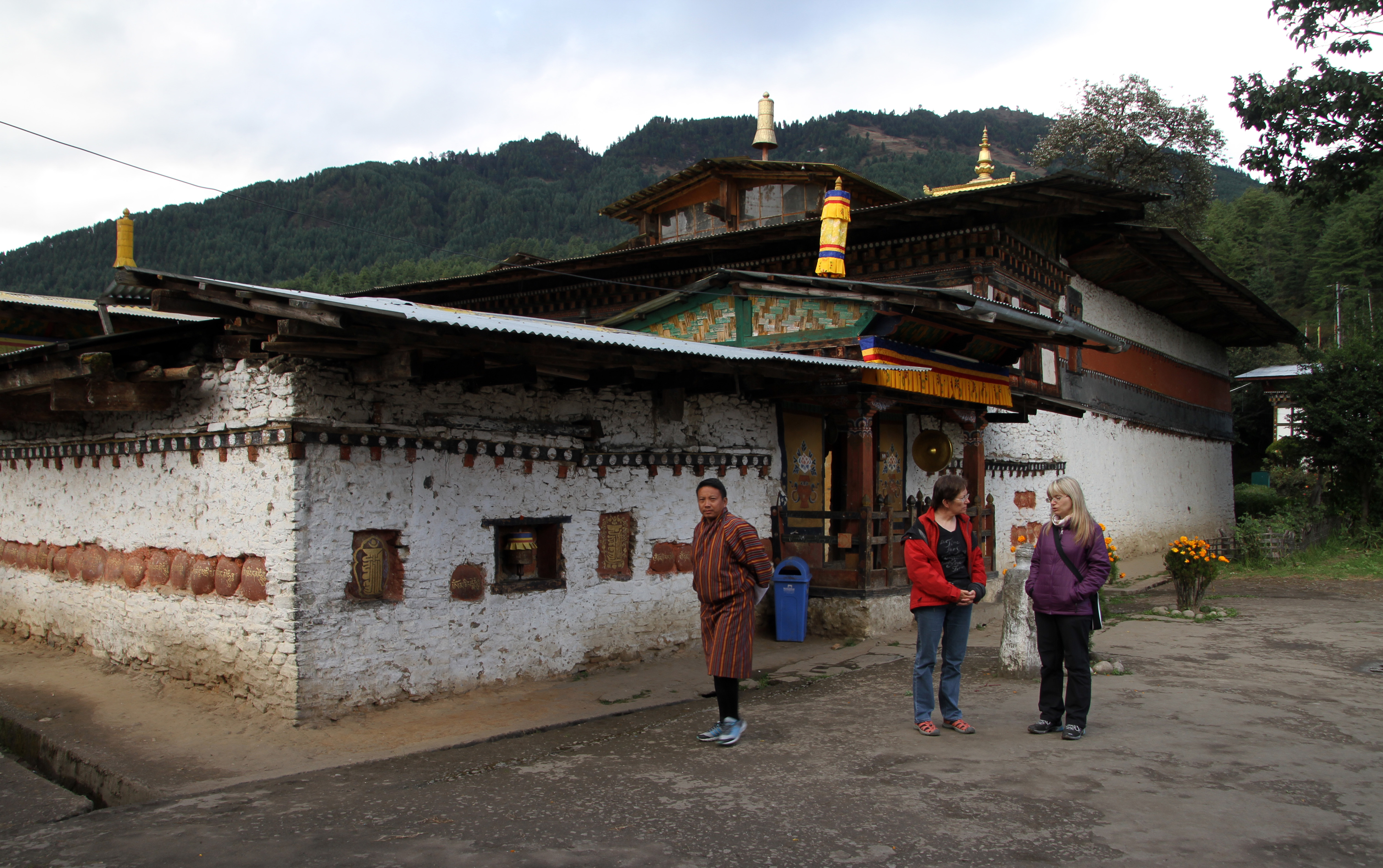
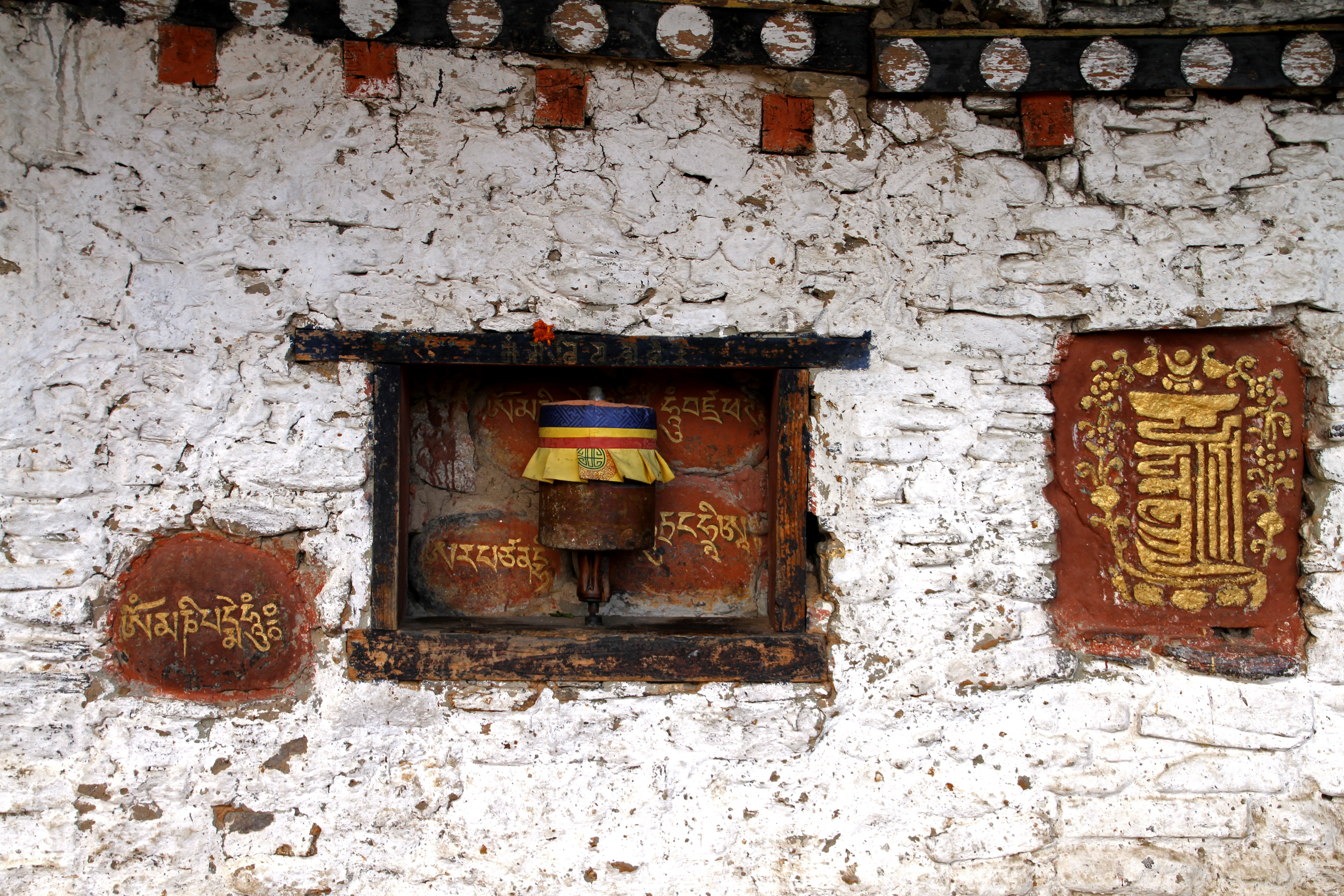
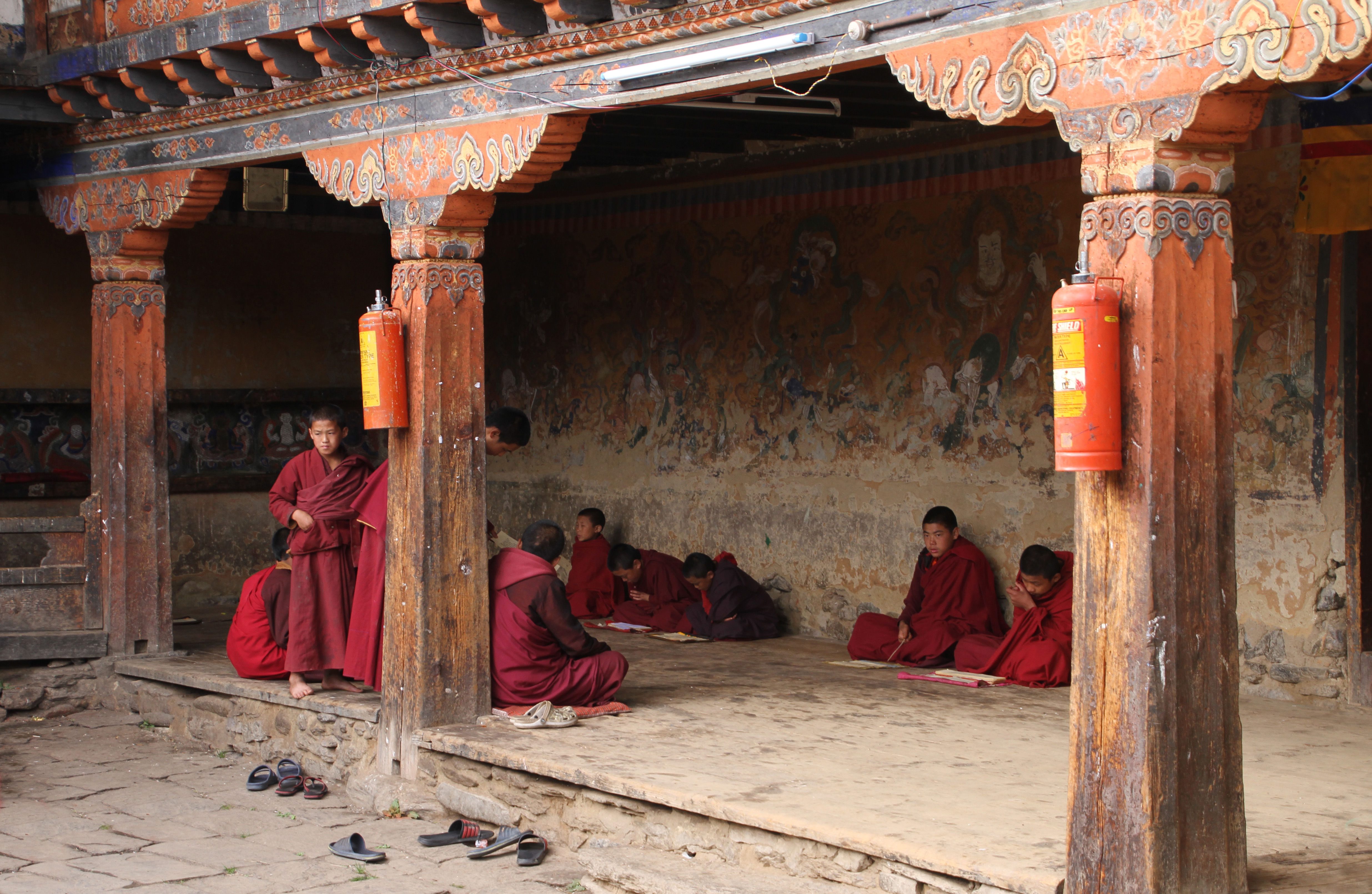
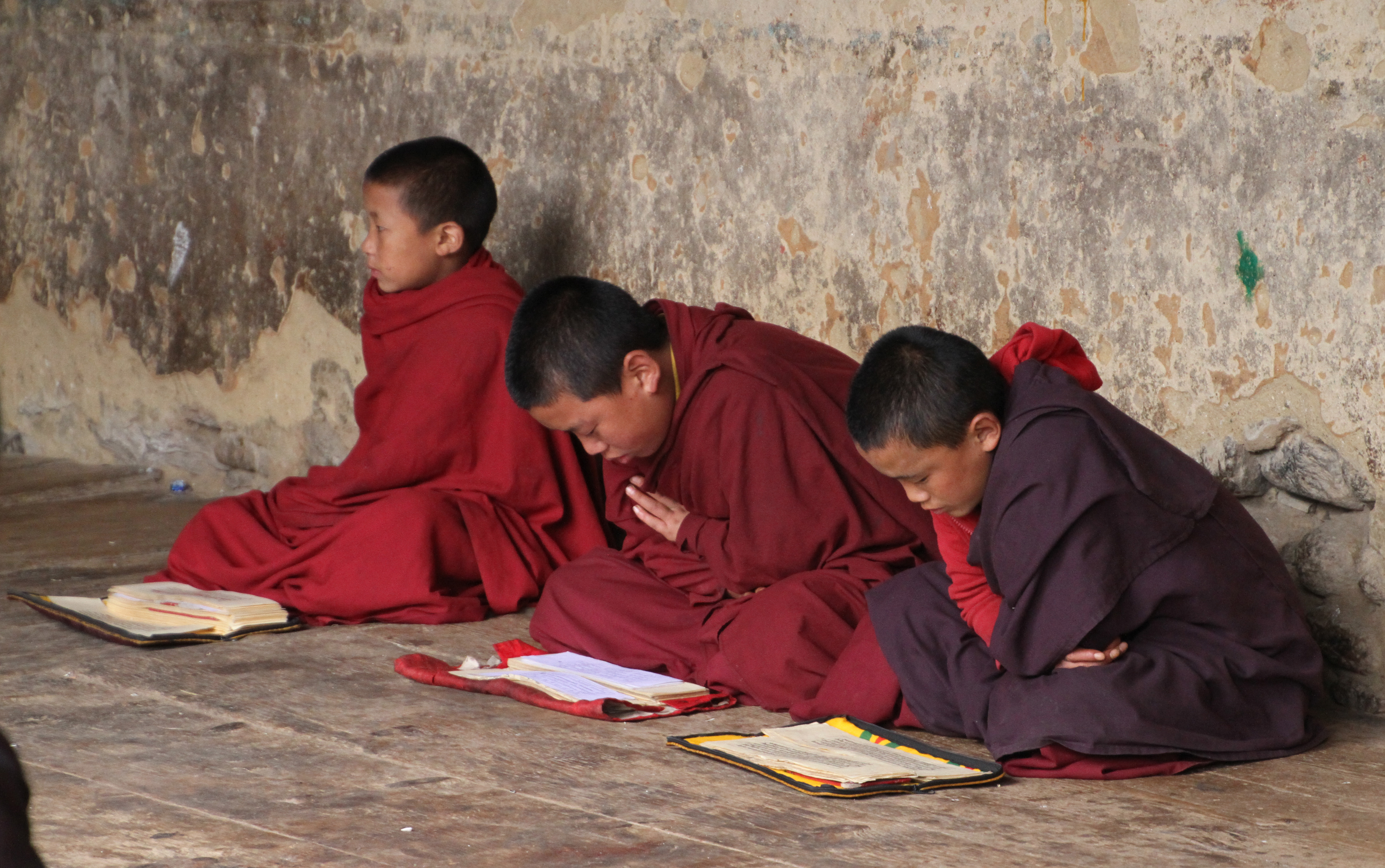